# Incident du Rover
L'incident du Rover (羅發號事件) s'est déroulé le 12 mars 1867 lorsque le navire marchand américain Rover, sur la route de Shantou à Yingkou a coulé au large de Taïwan. Le bateau a heurté le récif corallien appelé Qixingyan (七星岩) près d'Oluanpi et a dérivé dans la zone de Kenting. Les 14 marins américains dont l'épouse du capitaine furent tués par des aborigènes taïwanais pour se venger des massacres de membres de la tribu de Kaolut par des étrangers. Plus tard, des militaires américains ont été envoyés en expédition militaire contre les membres des tribus responsables.

## Réaction américaine
Après le naufrage du bateau américain et le massacre des membres d'équipage survivants par des aborigènes, le consul américain à Amoy Charles William Le Gendre s'est rapidement rendu à Fuzhou le 2 avril 1867, pour persuader les gouverneurs-généraux de Fujian et de Zhejiang d'intervenir et pour faire pression sur les autorités chinoises de Taïwan pour résoudre le problème. Le gouverneur-général du Fujian a donné la permission à Le Gendre d'aller lui-même à Taïwan, et lui a écrit une lettre pour le préfet de l'île, lui demandant de coopérer avec Le Gendre, mais a ajouté que « si le consul prend des mesures pour s'occuper de l'affaire lui-même, s'il-vous-plaît invitez-le à ne pas faire ça, parce que ces sauvages pourraient lui causer plus d'ennui qu'il ne le pense. » Le Gendre a commissionné le vapeur américain Ashuelot, sous le commandement du capitaine John C. Febiger, afin de visiter le lieu de l'épave et d'essayer (sans succès) d'obliger les fonctionnaires étrangers de Taiwanfoo (où il est arrivé le 18 avril) d'agir. Après qu'une expédition punitive menée par le contre-amiral Henry H. Bell de l'United States Navy a échoué, Le Gendre est retourné à Taïwan - cette fois, sans aucun ordre de ses supérieurs. Arrivé sur place, il a affirmé l'autorité consulaire des États-Unis, choisi un vice-consul pour le nord de l'île, visité les mines de Keelung, et recueilli des informations auprès des commerçants américains,.
Le débarquement de cent quatre-vingts officiers, marins, et marines équipés de rations et d'eau pour quatre jours s'est déroulé le 13 juin sous le commandement du commandant George E. Belknap de l'USS Hartford, accompagné du lieutenant-commandant Alexander Slidell Mackenzie. Dans la chaleur étouffante, entourés d'aborigènes en embuscade, les marines et les marins ont combattu désespérément jusqu'à ce qu'ils ne puissent plus se battre. MacKenzie a été tué au combat le 13 juin 1867 après une blessure mortelle à la poitrine par un tir ennemi.
Les Marines étaient menés par le capitaine James Forney, qui a soumis le rapport suivant au commandant Belknap, en mer, à bord du navire amiral Hartford et daté du 17 juin :

« J'ai l'honneur de soumettre ci-joint un bref rapport des actions prises par les Marines, sur l'île de Formose. Lors du premier débarquement, sur votre ordre, j'ai pris la charge de vingt Marines, avant de les déployer en tirailleurs. Une végétation dense et presque impénétrable a empêché les hommes d'avancer rapidement. J'ai avancé avec eux jusqu'à une crique à environ un demi-mille de la plage sans rencontrer l'ennemi, et j'ai ensuite été rappelé pour d'autres ordres. Vous m'avez alors instruit de laisser un sergent et cinq hommes sur la plage, et d'avancer avec le corps principal, dirigé par vous-même. En conséquence de toute autre opération relevant de votre propre observation, je n'ai rien à rapporter plus loin, sauf que les hommes se sont comportés vaillamment, et méritent des éloges pour la façon avec laquelle ils ont marché dans ce territoire rude et accidenté, et sous une chaleur étouffante… le nombre entier de Marines restés sur le rivage était de quarante-trois, trente et un de ce navire, et douze de l'USS Wyoming. »

L'incident du Rover joue un rôle essentiel dans l'histoire militaire des États-Unis en termes de "règles d'affrontement" des Marines dans des « petites guerres ».
De retour dans le sud de la Chine, Le Gendre est parvenu à persuader le gouverneur-général de Fuzhou d'envoyer une force militaire au sud de Taïwan. Cette force, sensiblement plus faible que les 400 à 500 soldats recommandés par Le Gendre, fut envoyée le 25 juillet 1867. Le Gendre a alors personnellement demandé une canonnière à l'amiral Bell, qui a refusé, et a finalement réussi à obtenir le Volunteer. Il embarqua pour Formose le 4 septembre 1867, disant à ses supérieurs « je vais là-bas en tant que simple spectateur. …. Je n'ai aucune compétence sur les forces chinoises. »
Le Gendre a rapidement assumé le commandement de facto de la mission du Général Liu au cours d'une longue et difficile marche dans les terres indigènes du sud de l'île. Puis, à l'aide de William A. Pickering et de James Horn, Le Gendre a négocié un traité garantissant la sécurité des marins américains et européens naufragés avec Tauketok, le chef de dix-huit tribus indigènes de la zone au moment de l'échouage du Rover,.

## Influence
Après l'incident du Rover en 1867, un autre naufrage a déclenché l'incident de Mudan qui servit plus tard de prétexte à l'empire du Japon pour envahir et occuper une partie de Taïwan. En outre, la Cour des Qing a édifié le phare de Hengchun (actuel phare d'Oluanpi) pour la protection du détroit de Formose et des navires transitant par le détroit de Bashi.